# Sylvilagus obscurus
Sylvilagus obscurus és una espècie de mamífer de la família Leporidae que viu als Estats Units.